# 海座頭

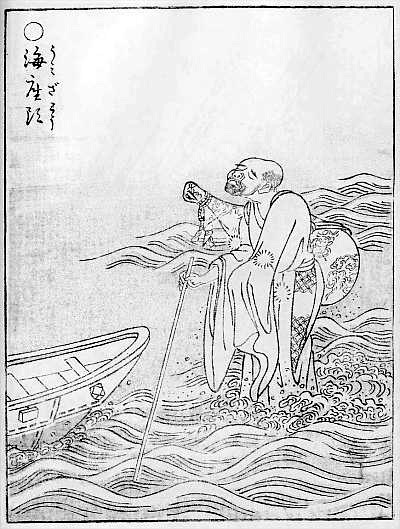
鳥山石燕『画図百鬼夜行』より「海座頭」

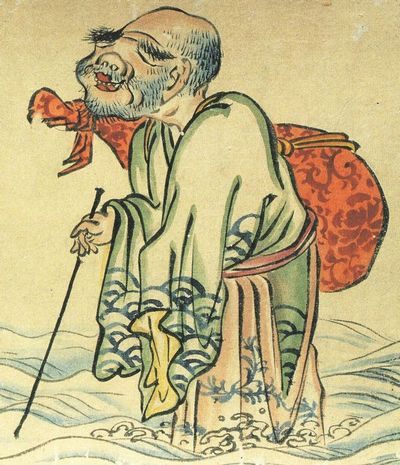
熊本県八代市の松井文庫所蔵『百鬼夜行絵巻』より「海座頭」

海座頭（うみざとう）は、鳥山石燕の『画図百鬼夜行』や、熊本県八代市の松井文庫所蔵品『百鬼夜行絵巻』などの江戸時代の絵巻にある日本の妖怪。

## 概要
妖怪画では、座頭が海上に立ち、琵琶と杖を持った姿で描かれている。『画図百鬼夜行』『百鬼夜行絵巻』ともに解説文がないため、どのような妖怪を意図して描かれたかは不明であり、妖怪研究家・村上健司はこれを絵画のみ存在する妖怪としている（海坊主の類だと思われるとも述べている）。